# Jazovnik
Jazovnik (cyr. Јазовник) – wieś w Serbii, w okręgu maczwańskim, w gminie Vladimirci. W 2011 roku liczyła 472 mieszkańców.